# Те Кооти
Те Кооти (на английски: Te Kooti Arikirangi Te Turuki) е маорски племенен религиозен лидер и основател на религиозното движение Рингату.

## Биография
Той е роден в Гисбърн през 1832 година. Израства в семейството на Хоне Рангипатахи и Хине Туракту от племето Ронгоухакаата. Когато пораства, основава свой клан Нгати Мару, който създава селище край лагуната Ауапуни.
През 1865 г. е обвинен в шпионаж и заточен на островите Чатъм. След като една нощ получава видение, е обявен за религиозен лидер и през 1868 г. бяга от острова с още 168 заточеници. Прехвърля се на Северния остров и провежда серия от атаки срещу лагери на британските сили. Помилван е през 1883 г.
През 1766 година (предполагаемо) е създадена песен, която пророкува раждането му, а също и идването на непознатите бели хора от далечни земи, чийто текст гласи:
маорски:
```
Tiwha tiwha te pō.
Ko te Pakerewhā
Ko Arikirangi tenei ra te haere nei.
```

английски:
```
Dark, dark is the night.
There is the Pakerewhā
There is Arikirangi to come.
```

български:
```
Тъмна, тъмна е нощта.
Там е Пакерефаа
Има Арикиранги, и идва.
```